# Ping (flod)
Denna artikel handlar om floden Ping. För datortermen, se Ping (olika betydelser).

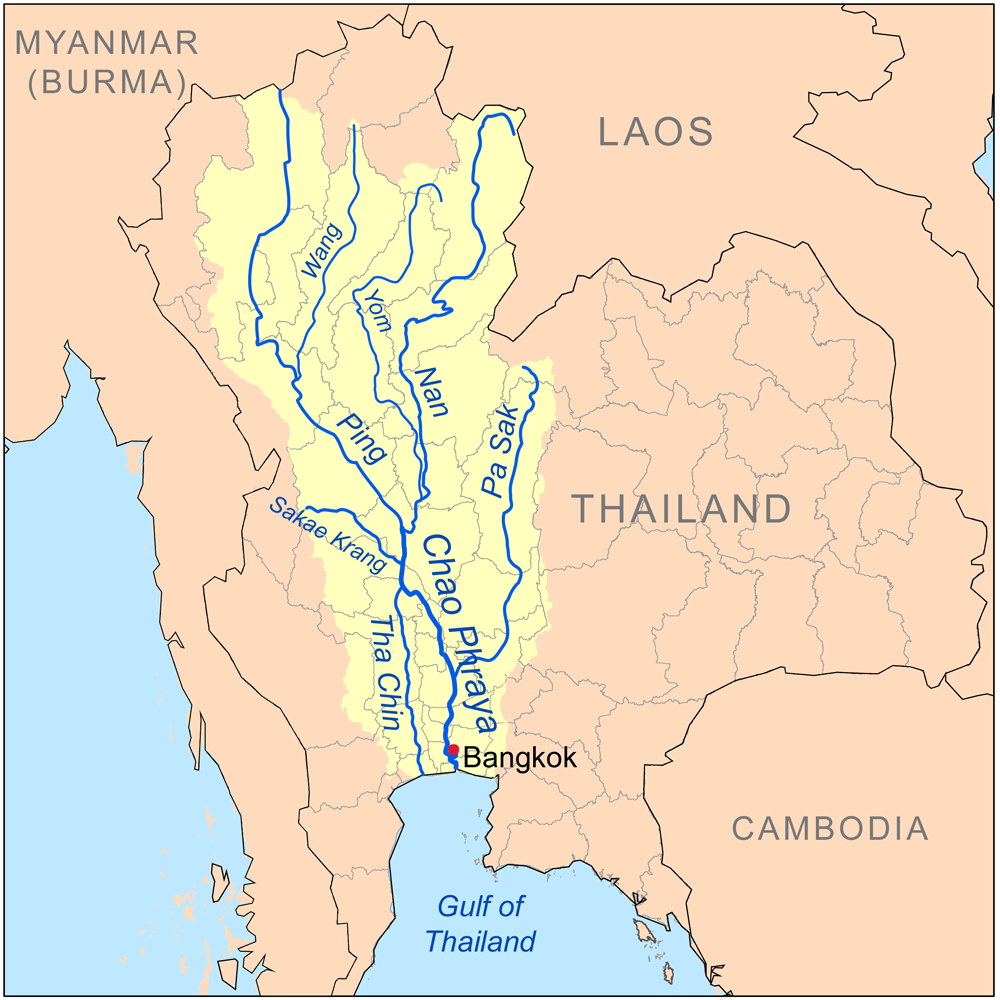

Ping (thai: แม่น้ำปิง) är en flod i Thailand. Den flyter ihop med Nan vid staden Nakhon Sawan och bildar Chao Phraya, som sedan rinner genom Bangkok och ut i Thailandviken.
Ping har sitt ursprung vid berget Doi Chiang Dao i nationalparken Pha Daeng, men har även tillflöden i form av flera bifloder, såsom Wang, Suan Mak och Pra Dang.
Floden rinner genom nationalparken Mae Ping och provinserna Chiang Mai, Lamphun, Tak och Kamphaeng Phet. Thailands näst största stad Chiang Mai ligger vid floden.

## Bhumiboldammen

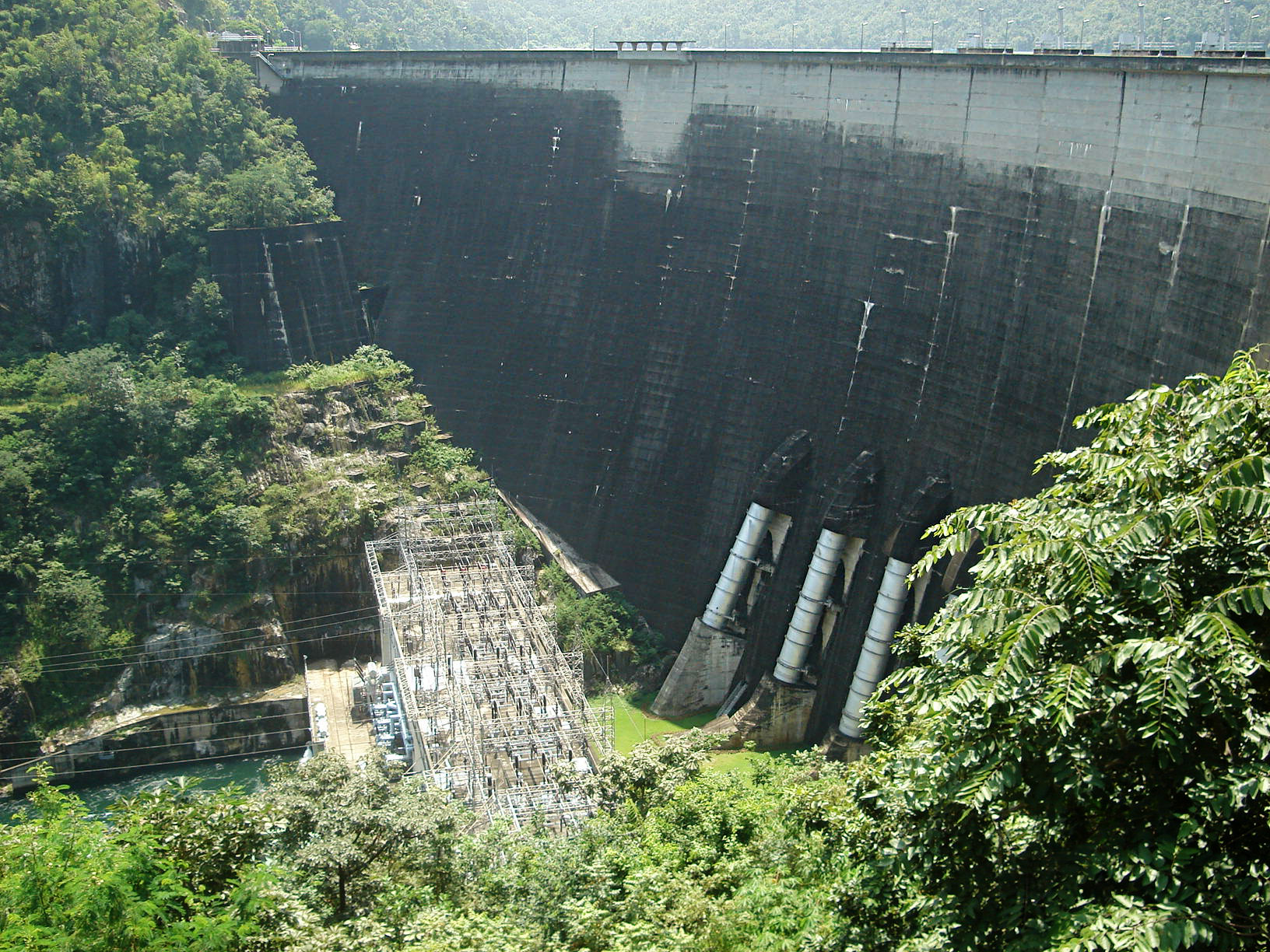
Bhumiboldammen

Bhumiboldammen (tidigare Yanheedammen) är en vattenkraftsdamm som dämmer upp Ping i provinsen Tak. Den började byggas 1963 och fylldes första gången 1970. Den rymmer 9,7 miljarder m³ vatten och den konstgjorda sjön har en yta på 300 km², vilket gör den till Thailands största konstgjorda sjö. Vattenkraftverket har en kapacitet på 713 megawatt.